# Katharina Wulff-Bräutigam
Katharina Wulff-Bräutigam (* 1965 in München) ist eine deutsche selbständige Fernsehjournalistin und Filmproduzentin.

## Werdegang
Katharina Wulff-Bräutigam wuchs mit ihren Eltern in Wohngemeinschaften in München auf, zunächst in einem linken politischen Umfeld – ihre Mutter war Mitglied der KPD/ML – und ab 1972 in einem künstlerisch geprägten Milieu. Ende der 1970er Jahre wandte sich die Mutter Bhagwan Shree Rajneesh zu und zog 1979 mit ihrer Tochter in dessen Ashram in Poona.
Von 1986 bis 1989 studierte Wulff-Bräutigam an der Freien Universität Berlin Germanistik und Publizistik. Es folgten zwei Jahre als Volontärin bei einem österreichischen Fachmagazin der Tourismusbranche. Von 1992 bis 1998 war sie Redakteurin in Lokalstudios von RTL Television und SAT.1 und freie Autorin einer Filmproduktionsgesellschaft. Zu dieser Tätigkeit gehörten Aufenthalte in Indien, Hongkong und Miami.
Seit 1998 ist Wulff-Bräutigam selbstständige Filmautorin und Produzentin. Sie produzierte seither zahlreiche Reportagen für den Westdeutschen Rundfunk und Fernsehsender der RTL Group und von ProSiebenSat.1 Media. Weitere Produktionen sind Folgen verschiedener Doku-Soaps und mehrere Factuals für die Serien Tag X – Mein Leben danach von ZDFneo und Aktenzeichen XY … ungelöst – Spezial – Wo ist mein Kind?.
Wulff-Bräutigam lebt mit ihrem Ehemann und zwei Kindern in München.

## Kritik
Für den Westdeutschen Rundfunk produzierte Wulff-Bräutigam mehrere Folgen der Reihe Menschen hautnah. Es stellte sich heraus, dass in den Sendungen Heimliche Liebe (2014), Liebe ohne Zukunft (2016) und Ehe aus Vernunft (2019) zwei authentische Protagonisten über einen Aufruf bei der Internet-Plattform "Komparse.de" gewonnen wurden. Zudem wich eine der geschilderten, wahren Geschichten teilweise in der Darstellung und den Aussagen voneinander ab. Der Sender beendete hierauf die Zusammenarbeit mit Wulff-Bräutigam und teilte mit, die Redaktion werde die Anwendung des Vier-Augen-Prinzips und die Gegenrecherche ausweiten und ihre Kriterien für die Protagonistensuche präzisieren. Wulff-Bräutigam erklärte gegenüber der Frankfurter Allgemeinen Zeitung, sie habe nicht gewusst, dass man Protagonisten nicht über einen Aufruf bei "Komparse.de" suchen dürfe. Sie sehe sich nicht alleine, sondern auch die Redaktion des WDR in der Verantwortung. Die Chefredakteurin Fernsehen des WDR, Ellen Ehni, sah redaktionelle Versäumnisse bei der Redakteurin, die alle drei beanstandeten Beiträge Wulff-Bräutigams betreut hatte, wollte aber an ihr festhalten.

## Filmografie (Auswahl)
- Kinder der Erleuchtung (45 Min., 2002, Reportage der Reihe Menschen hautnah des WDR)
- Aufgewachsen in der Sekte (96 Min., 2005, Reportage der Reihe Focus TV spezial von VOX)
- Die Kinder der sexuellen Revolution (45 Min., 2013, Reportage der Reihe Menschen hautnah des WDR)
- Heimliche Liebe (45 Min., 2014, Reportage der Reihe Menschen hautnah des WDR)
- Betreuer oder Erbschleicher? (45 Min., 2015, Reportage der Reihe Menschen hautnah des WDR)
- Gift im Boden, Krebs im Dorf? – Kellnerin gegen Gaskonzern (45 Min., 2015, Reportage der Reihe Mut gegen Macht  de WDR)
- Kuckuckskinder, (45 Min., 2017, Reportage der Reihe Menschen hautnah des WDR)
- Meine Jugendliebe, (45 Min., 2018, Reportage der Reihe Menschen hautnah des WDR)
- Liebe ohne Zukunft? Heimliche Affären und ihre Folgen (43 Min., 2016, Reportage der Reihe Menschen hautnah des WDR, Follow-up zur Sendung Heimliche Liebe von 2014)
- Mission Tierschutz – Undercover in deutschen Ställen (44 Min., 2017, Reportage der Reihe die story des WDR)
- Ehe aus Vernunft (44 Min., 2019, Reportage der Reihe Menschen hautnah des WDR)
- 8 Reportagen der Reihe Grenzenlos – Die Welt entdecken auf SAT.1 (á 45 Min.)
- 23 Reportagen für Focus TV, ausgestrahlt bei RTL Television und SAT.1
- 21 Filme der Doku-Soap We Are Family! So lebt Deutschland für ProSiebenSat.1 Media

## Veröffentlichungen
- Ich hätte mir manchmal mehr Struktur gewünscht. In: Psychologie heute 2005, Band 32, Nr. 11, S. 28–33, ISSN 0340-1677
- Bhagwan, Che und ich. Droemersche Verlagsanstalt, München 2005, ISBN 3-426-27339-X (Autobiografie)